# Gemma Luján
Gemma Luján Suarez (Telde, 11 de marzo de 1979) es una exjugadora de balonmano que jugó de lateral izquierdo en la selección española.

## Trayectoria
Canterana del Remudas, saltó a la máxima división española con 16 años, siendo la máxima goleadora del Vanyera Remudas IGC con 150 goles en su primera temporada en División de Honor. De ahí saltó al Tahiche Lanzamar en la temporada 1997/98.Con la selección juvenil se proclamó campeona de Europa en 1997,anotando el último gol de la final ante Noruega en el último momento. Además fue proclamada MVP del torneo.Tras una gran primera temporada en División de Honor con el Tahiche de Lanzarote le llamó la selección junior para el Campeonato de Europa Júnior junto a grandes jugadoras como Mónica Ramos, Patricia Alonso y Marta Rada.
A finales de la temporada se lesionó un hombro que le hizo pasar por quirófano pero Luis Carlos Torrescusa Maldonado, seleccionador de la española, la llamó para el Campeonato de Europa que se disputaba en la localidad holandesa de Hertogenbosch del 11 al 20 de diciembre de 1998 junta a Aitziber Elejaga, Tati Garmendia, Silvia del Olmo, Montse Puche,...
La temporada siguiente fue una de las más aciagas de su carrera porque, en 1999, tuvo una lesión en el ligamento cruzado de su rodilla que la tuvo casi toda la temporada fuera de las canchas. En la temporada 2001/02 el Hotel Beatríz SPA Costa Teguise terminó en primera posición del grupo del descenso y terminó saliendo del club, por problemas familiares, terminando en el Rocasa Gran Canaria, donde compartió equipo con Tiddara Trojaola y jugó, en la temporada 2002/03, la EHF Cup, en la que llegó a cuartos de final.
En 2005 fichó por el Mar Alicante. En un año de profunda renovación del conjunto alicantino, Gemma llegó junto a Estefanía Moreno, de la cantera del Mar Alicante; María del Mar Cerezo (que llega del Castelldefels), Cristina Maestro, (desde la Universidad de Salamanca), Marta Martínez (del Murcia) y Rebeca Sánchez (del Leganés).Tuvo otra gran lesión en la rodilla durante su primer año como jugadora del Mar Alicante.
En la temporada 2005/06 se proclamó máxima goleadora histórica en una temporada de la Liga ABF anotando más de 209 tantos (algunas fuentes cifran en 243 tantos) El partido que le hizo superar el récord fue ante el Gijón, a tres partidos de acabar la temporada regular, partido que terminó 25-25, el 22 de abril de 2006. El registro anotador anterior lo tenía Anja Esjmon, con 209 goles. Ostenta extraoficialmente el récord de máxima goleadora de la competición española con más de 1800 tantos (conseguido antes de sus últimas temporadas en Rocasa).
Tras la salida del Mar Alicante estuvo con ficha tres temporadas en el Rocasa Gran Canario y, en 2011, coincidió en el equipo canario con su hermana María Luján, Alba Albadalejo, Lourdes Guerra, Melania Falcón, Haridian Rodríguez o Celeste Cabrera.No tuvo muchos minutos ya que no pudo compaginar sus obligaciones laborales con el balonmano.
Tras su retirada, en 2015, volvió para echar una mano al Balonmano Suregranca, con el que jugó hasta final de temporada.

### Clubes
- 1995-1997: Vanyera Remudas IGC
- 1997-2002 Tahiche Lanzarote[16][17]
- 2002-2004: Rocasa
- 2005-2008: Mar Alicante[3]
- 2008-11: Rocasa Gran Canaria[18]
- 2015: Balonmano Suregranca[19]

### Selección
Convocada por primera vez para la selección nacional el 16 de diciembre de 1998 ante la selección noruega, en el Campeonato de Europa de 1998 en Países Bajos.A pesar de sus grandes registros goleadores, Gemma fue internacional con la selección en 25 ocasiones, anotando 37 tantos. Compitió en el Campeonato del Mundo de 2003 (obteniendo la 5.ª posición) y su último partido fue un amistoso el 25 de noviembre de 2005 ante Brasil, en el que anotó 3 tantos. Su mayor registro goleador con la selección fue en el partido ante Australia del Campeonato del Mundo de 2003, dónde anotó 10 tantos en un solo partido.

## Vida
De una familia con 8 hermanos, sus hermanas pequeñas María y Cristina (gemelas) también fueron jugadoras de balonmano.